# Institut supérieur des études technologiques de Kasserine
L'Institut supérieur des études technologiques de Kasserine (arabe : المعهد العالي للدراسات التكنولوجية بالقصرين) ou ISET-Kasserine est une institution d'enseignement supérieur tunisienne formant des techniciens supérieurs et délivrant le diplôme de licence appliquée dans plusieurs domaines. Elle est basée à Kasserine.